# سكوت هوجان
سكوت هوجان (بالإنجليزية: Scott Hogan)‏ (13 أبريل 1992 في المملكة المتحدة - ) هو لاعب كرة قدم بريطاني في مركز جناح ‏. لعب مع نادي برينتفورد ونادي هايد إف سي وأشتون يونايتد وStocksbridge Park Steels F.C. ‏ وMossley A.F.C. ‏ ونادي روتشديل وإف سي هاليفاكس تاون وStockport Sports F.C. ‏.

## وصلات خارجية
- سكوت هوجان على موقع الاتحاد الأوربي (الإنجليزية)
- سكوت هوجان على موقع قاعدة بيانات كرة القدم.إي يو (الإنجليزية)
- سكوت هوجان على موقع ناشيونال فوتبول تيمز (الإنجليزية)
- سكوت هوجان على موقع Soccerbase.com (لاعب) (الإنجليزية)
- سكوت هوجان على موقع Soccerway.com (الإنجليزية)